# Ilka Eßmüller

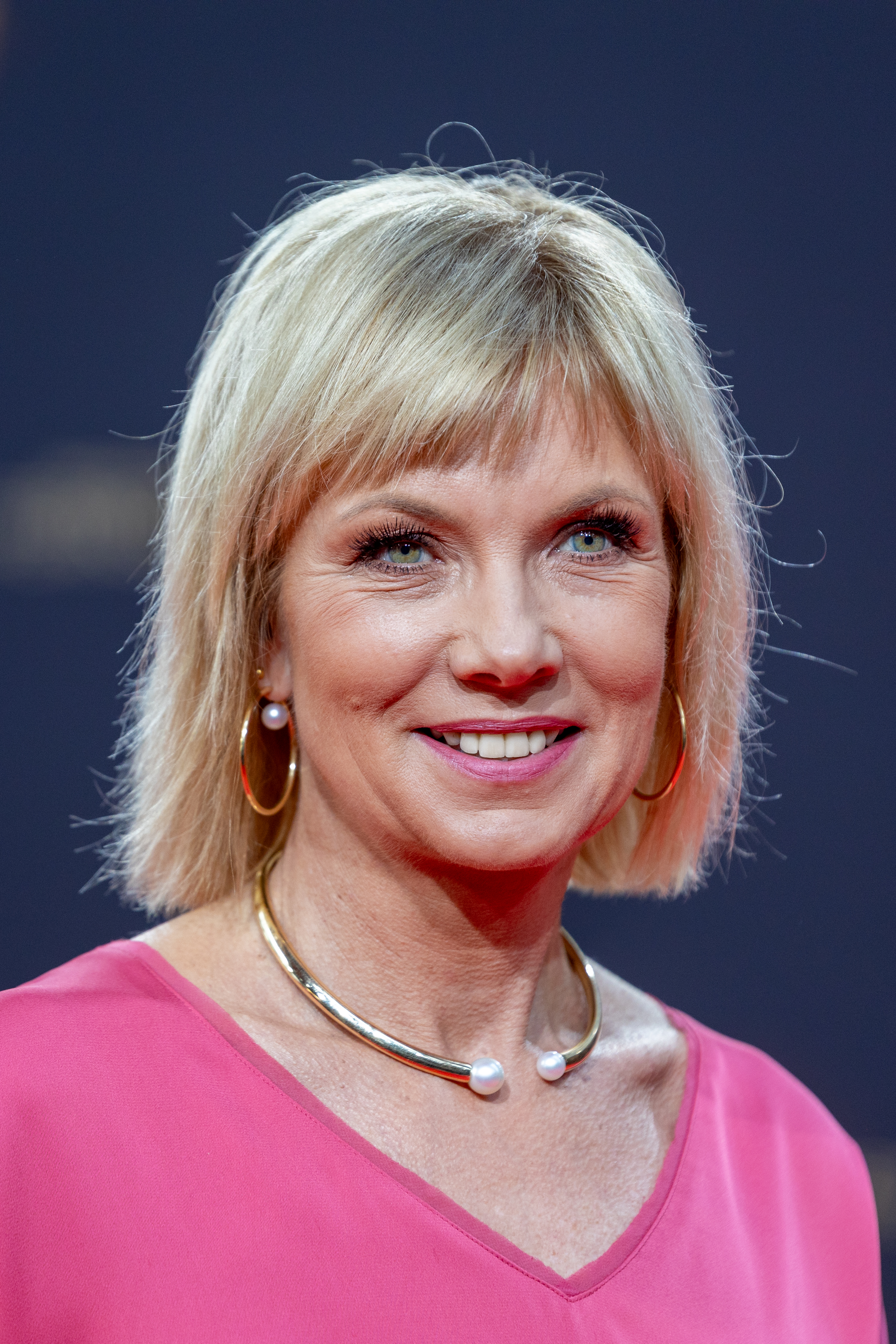
Ilka Eßmüller (2023)

Ilka Eßmüller (* 1. Oktober 1964 in Stolzenau) ist eine deutsche Journalistin und Fernsehmoderatorin.

## Leben

### Ausbildung
Ilka Eßmüller machte 1985 ihr Abitur an der Albert-Schweitzer-Schule in Nienburg/Weser. Von 1986 bis 1992 absolvierte sie ihr Studium der Amerikanistik, Politik-, Theater-, Film- und Fernsehwissenschaften in Frankfurt am Main. Sie schloss ihren Magister Artium mit der Note 1 ab.
Außerdem studierte sie von 1988 bis 1989 Amerikanistik und Journalistik in Baton Rouge im US-Bundesstaat Louisiana. Dafür erhielt sie ein Stipendium des Deutschen Akademischen Austauschdienstes. Zudem machte sie von 1988 bis 1991 Praktika bei Zeitungen, Radio und Fernsehen. Unter anderem war sie für die ABC News in New York City und Frankfurt am Main, für Radio Bremen in Bremen und für das NDR Fernsehen in Hannover tätig.

### Tätigkeiten
Von 1992 bis 1994 war Ilka Eßmüller in der Nachrichtenredaktion von VOX in Köln tätig.
Im Mai 1994 wechselte sie zu RTL Television. Zunächst arbeitete sie als Reporterin in Berlin, wechselte ab 1997 nach Köln und moderierte Punkt 6 und Punkt 9. Im Jahr 2000 war sie Reporterin bei den Olympischen Sommerspielen in Sydney. Von 2000 bis 2004 berichtete sie live vom Skispringen. Seit 2001 ist Ilka Eßmüller Moderatorin diverser Sondersendungen, darunter auch der zu den Terroranschlägen am 11. September 2001. 2002 war sie Reporterin bei den Olympischen Winterspielen in Salt Lake City.
Während zweier Babypausen von Punkt-12-Moderatorin Katja Burkard präsentierte Eßmüller das Mittagsjournal. Vertretungsweise übernahm sie auch die Moderation der Hauptnachrichtensendung RTL aktuell. Als Nachfolgerin von Susanne Kronzucker, die das RTL Nachtjournal übernahm, moderiert Eßmüller seit Januar 2004 RTL aktuell Weekend, die Wochenendausgabe von RTL aktuell. Seit dem 2. Januar 2008 moderiert Ilka Eßmüller das RTL Nachtjournal, auch hier als Nachfolgerin von Susanne Kronzucker.
2002 heiratete Eßmüller den Unfallchirurgen und Orthopäden Boris Büttner. Im Januar 2010 wurde der gemeinsame Sohn geboren. Ende 2014 adoptierte das Paar ein Mädchen aus Haiti.

## Moderationen (Auswahl)
- 1997–2005: Punkt 6 (Moderatorin)
- 2000–2005: Punkt 9 (Moderatorin)
- 2001–2007: Punkt 12 (Vertretung)
- 2001–2007: RTL aktuell (Vertretung und Wochenendausgaben)
- seit 2008: RTL Nachtjournal (Hauptmoderatorin)

## Fernsehauftritte
- 2022: Ich bin ein Star – Die Stunde danach (Gastauftritt)
- 2023: Ich bin ein Star – Die Stunde danach (Gastauftritt)
- 2024: Ich bin ein Star – Die Stunde danach (Gastauftritt)

## Belege
1. 1 2  Thomas Lückerath: Ilka Essmüller neue RTL-Anchorfrau am Wochenende. In: DWDL.de. 10. Dezember 2003, abgerufen am 1. April 2022.
2. ↑  Uwe Mantel: Susanne Kronzucker verlässt RTL-"Nachtjournal". In: DWDL.de. 30. August 2007, abgerufen am 27. Juli 2023.
3. ↑  Ilka Essmüller-Baby: Sohn Lasse hat das Licht der Welt erblickt. Topnews.de. 14. Januar 2010, archiviert vom Original (nicht mehr online verfügbar) am 9. Juli 2013; abgerufen am 27. April 2013.  Info: Der Archivlink wurde automatisch eingesetzt und noch nicht geprüft. Bitte prüfe Original- und Archivlink gemäß Anleitung und entferne dann diesen Hinweis.
4. ↑  Ilka Eßmüller nimmt Auszeit beim "Nachtjournal". dwdl.de. 2. Januar 2015, abgerufen am 5. März 2015.

| Personendaten    | Personendaten                                |
| ---------------- | -------------------------------------------- |
| NAME             | Eßmüller, Ilka                               |
| KURZBESCHREIBUNG | deutsche Journalistin und Fernsehmoderatorin |
| GEBURTSDATUM     | 1. Oktober 1964                              |
| GEBURTSORT       | Stolzenau                                    |